# Arrondissement d'Aurillac
L'arrondissement d'Aurillac est une division administrative française située dans le département du Cantal, en région Auvergne-Rhône-Alpes.

## Composition

L'arrondissement dans la région Auvergne-Rhône-Alpes.

### Composition avant 2015
- canton d'Arpajon-sur-Cère[Note 1], qui groupait 6 communes :
  - Arpajon-sur-Cère, Labrousse, Prunet, Teissières-lès-Bouliès, Vézac et Vezels-Roussy.

- canton d'Aurillac-I[Note 2], limité à une fraction de commune à partir de 1985 :
  - Aurillac (fraction de commune).

- canton d'Aurillac-II[Note 2], qui groupait une fraction de communes et 3 communes :
  - Aurillac (fraction de commune), Saint-Paul-des-Landes, Sansac-de-Marmiesse et Ytrac.

- canton d'Aurillac-III[Note 2], limité à une fraction de commune à partir de 1982 :
  - Aurillac (fraction de commune).

- canton d'Aurillac-IV[Note 2], qui groupait une fraction de communes et 10 communes :
  - Aurillac (fraction de commune), Giou-de-Mamou, Laroquevieille, Lascelle, Mandailles, Marmanhac, Saint-Cirgues-de-Jordanne, Saint-Julien-de-Jordanne, Saint-Simon, Velzic et Yolet.

- canton de Jussac[Note 3], qui groupait 5 communes :
  - Crandelles, Jussac, Naucelles, Reilhac et Teissières-de-Cornet.

- canton de Laroquebrou, qui groupait 14 communes :
  - Arnac, Ayrens, Cros-de-Montvert, Glénat, Lacapelle-Viescamp, Laroquebrou, Montvert, Nieudan, Rouffiac, Saint-Étienne-Cantalès, Saint-Gérons, Saint-Santin-Cantalès, Saint-Victor et Siran.

- canton de Maurs, qui groupait 14 communes :
  - Boisset, Fournoulès, Leynhac, Maurs, Montmurat, Mourjou, Quézac, Rouziers, Saint-Antoine, Saint-Étienne-de-Maurs, Saint-Constant, Saint-Julien-de-Toursac, Saint-Santin-de-Maurs et Le Trioulou.

- canton de Montsalvy, qui groupait 13 communes :
  - Calvinet, Cassaniouze, Junhac, Labesserette, Lacapelle-del-Fraisse, Ladinhac, Lafeuillade-en-Vézie, Lapeyrugue, Leucamp, Montsalvy, Sansac-Veinazès, Sénezergues et Vieillevie.

- canton de Saint-Cernin, qui groupait 7 communes :
  - Besse, Freix-Anglards, Girgols, Saint-Cernin, Saint-Cirgues-de-Malbert, Saint-Illide et Tournemire.

- canton de Saint-Mamet-la-Salvetat, qui groupait 12 communes :
  - Cayrols, Marcolès, Omps, Parlan, Pers, Roannes-Saint-Mary, Le Rouget, Roumégoux, Saint-Mamet-la-Salvetat, Saint-Saury, La Ségalassière et Vitrac.

- canton de Vic-sur-Cère, qui groupait 12 communes :
  - Badailhac, Carlat, Cros-de-Ronesque, Jou-sous-Monjou, Pailherols, Polminhac, Raulhac, Saint-Clément, Saint-Étienne-de-Carlat, Saint-Jacques-des-Blats, Thiézac et Vic-sur-Cère.

### Composition depuis 2015
- canton d'Arpajon-sur-Cère : 14 communes ;
- canton d'Aurillac 1 : une commune plus une fraction d'Aurillac ;
- canton d'Aurillac 2 : une fraction d'Aurillac ;
- canton d'Aurillac 3 : une fraction d'Aurillac ;
- canton de Maurs : 18 ;
- canton de Naucelles : 14 communes de ce canton, deux autres faisant partie de l'arrondissement de Mauriac ;
- canton de Saint-Paul-des-Landes : 22 communes ;
- canton de Vic-sur-Cère :  23 communes.

### Découpage communal depuis 2015
Depuis 2015, le nombre de communes des arrondissements varie chaque année, soit du fait du redécoupage cantonal de 2014 qui a conduit à l'ajustement de périmètres de certains arrondissements, soit à la suite de la création de communes nouvelles. Le nombre de communes de l'arrondissement d'Aurillac est ainsi de 96 en 2015, 94 en 2016 et 93 en 2019.
Au 1er janvier 2024, l'arrondissement groupe les 93 communes suivantes :
1. Arnac
2. Arpajon-sur-Cère
3. Aurillac
4. Ayrens
5. Badailhac
6. Besse
7. Boisset
8. Carlat
9. Cassaniouze
10. Cayrols
11. Crandelles
12. Cros-de-Montvert
13. Cros-de-Ronesque
14. Freix-Anglards
15. Giou-de-Mamou
16. Girgols
17. Glénat
18. Jou-sous-Monjou
19. Junhac
20. Jussac
21. Labesserette
22. Labrousse
23. Lacapelle-del-Fraisse
24. Lacapelle-Viescamp
25. Ladinhac
26. Lafeuillade-en-Vézie
27. Lapeyrugue
28. Laroquebrou
29. Laroquevieille
30. Lascelle
31. Leucamp
32. Leynhac
33. Mandailles-Saint-Julien
34. Marcolès
35. Marmanhac
36. Maurs
37. Montmurat
38. Montsalvy
39. Montvert
40. Naucelles
41. Nieudan
42. Omps
43. Pailherols
44. Parlan
45. Polminhac
46. Prunet
47. Puycapel
48. Quézac
49. Raulhac
50. Reilhac
51. Roannes-Saint-Mary
52. Rouffiac
53. Le Rouget-Pers
54. Roumégoux
55. Rouziers
56. Saint-Antoine
57. Saint-Cernin
58. Saint-Cirgues-de-Jordanne
59. Saint-Cirgues-de-Malbert
60. Saint-Clément
61. Saint-Constant-Fournoulès
62. Saint-Étienne-Cantalès
63. Saint-Étienne-de-Carlat
64. Saint-Étienne-de-Maurs
65. Saint-Gérons
66. Saint-Illide
67. Saint-Jacques-des-Blats
68. Saint-Julien-de-Toursac
69. Saint-Mamet-la-Salvetat
70. Saint-Paul-des-Landes
71. Saint-Santin-Cantalès
72. Saint-Santin-de-Maurs
73. Saint-Saury
74. Saint-Simon
75. Saint-Victor
76. Sansac-de-Marmiesse
77. Sansac-Veinazès
78. La Ségalassière
79. Sénezergues
80. Siran
81. Teissières-de-Cornet
82. Teissières-lès-Bouliès
83. Thiézac
84. Tournemire
85. Le Trioulou
86. Velzic
87. Vézac
88. Vezels-Roussy
89. Vic-sur-Cère
90. Vieillevie
91. Vitrac
92. Yolet
93. Ytrac

## Administration
Le sous-préfet de l'arrondissement d'Aurillac est Hervé Demai. Il est également secrétaire général de la préfecture du Cantal (décret du 22 septembre 2023, JO du 9 septembre 2021).
| Période | Période  | Identité               | Fonction précédente                               | Observation                       |
| ------- | -------- | ---------------------- | ------------------------------------------------- | --------------------------------- |
|         |          |                        |                                                   |                                   |
| 1977    | 1978     | Philippe Pondaven      |                                                   |                                   |
| 1978    | 1979     | Pierre-Jean Massimi    |                                                   |                                   |
| 1979    | 1982     | Michel Hainque,        |                                                   |                                   |
|         |          |                        |                                                   |                                   |
| 2013    | 2015     | Régine Leduc,          |                                                   | Secrétaire générale, sous-préfète |
| 2015    | 2016     | Michel Prosic          |                                                   | Secrétaire général, sous-préfet   |
| 2016    | 2018     | Jean-Philippe Aurignac |                                                   | Secrétaire général, sous-préfet   |
| 2018    | 2021     | Charbel Aboud          |                                                   | Secrétaire général, sous-préfet   |
| 2021    | 2023     | Wahid Ferchiche        | Directeur de cabinet du préfet de la Haute-Savoie | Cessation de fonction.            |
| 2023    | En cours | Hervé Demai            | Sous-préfet de Châteaudun                         | Secrétaire général, sous-préfet   |

## Démographie
En 2022, l'arrondissement comptait 82 808 habitants.
| 1968   | 1975   | 1982   | 1990   | 1999   | 2006   | 2011   | 2016   | 2021   |
| ------ | ------ | ------ | ------ | ------ | ------ | ------ | ------ | ------ |
| 78 981 | 82 245 | 83 281 | 83 715 | 82 116 | 83 076 | 82 438 | 82 391 | 82 237 |

| 2022   | - | - | - | - | - | - | - | - |
| ------ | - | - | - | - | - | - | - | - |
| 82 808 | - | - | - | - | - | - | - | - |